# تاریخ نگارش‌های عربی
تاریخ نگارش‌های عربی کتابی از فؤاد سزگین با ترجمهٔ احمدرضا رحیمی ریسه است که در سال ۱۳۸۰ منتشر و در مراسم کتاب سال جمهوری اسلامی ایران به‌عنوان کتاب برگزیده معرفی شد.